# Podoscypha mellissii
Podoscypha mellissii är en svampart som först beskrevs av Berk. ex Sacc., och fick sitt nu gällande namn av Giacopo Bresàdola 1928. Podoscypha mellissii ingår i släktet Podoscypha och familjen Meruliaceae.   Inga underarter finns listade i Catalogue of Life.